# Euthanasia Coaster
De Euthanasia Coaster is een concept voor een stalen achtbaan ontworpen om de passagiers te doden. In 2010 werd het ontworpen en gemaakt in een schaalmodel door Julijonas Urbonas, een doctor of Philosophy aan het Royal College of Art in Londen. Urbonas, die in een amusementspark heeft gewerkt, verklaart dat het doel van zijn conceptachtbaan is om levens te nemen "met elegantie en euforie". Als praktische toepassingen van zijn ontwerp noemt Urbonas euthanasie of de doodstraf. Urbonas werd voor dit concept geïnspireerd door John Allen, voorzitter van de Philadelphia Toboggan Coasters, met zijn beschrijving van de ideale achtbaan als een die "24 mensen verstuurt die allemaal dood terugkomen".
De anti-euthanasievereniging Care Not Killing heeft bezorgdheid geuit over het ontwerp. Het is immers een hypothetisch middel voor euthanasie.

## Ontwerp
Het ontwerp begint met een steil gebogen lift die de trein met 24 passagiers in twee minuten naar de 510 meter hoge top brengt. Vanaf daar neemt de trein een 500 meter lange daling waarbij de trein een snelheid bereikt van 360 kilometer per uur, dicht bij zijn eindsnelheid, waarna het in de eerste van de zeven enigszins clothoïde inversies rijdt. Elke inversie heeft een kleinere diameter dan de vorige om de 10 g te behouden. Na een scherpe bocht naar rechts bereikt de trein een recht stuk, waar het lossen van lijken en laden van nieuwe passagiers kan plaatsvinden.

## Pathofysiologie
De Euthanasia Coaster zou haar passagiers doden door langdurige cerebrale hypoxie, of onvoldoende toevoer van zuurstof naar de hersenen. De rit met zeven inversies zou 10 g op haar passagiers leggen gedurende 60 seconden, wat voor g-krachtgerelateerde symptomen kan zorgen als kokervisus, flauwvallen of G-LOC (g-krachtafhankelijke bewusteloosheid). Afhankelijk van de tolerantie voor g-krachten per individuele passagier, zal de eerste of de tweede inversie cerebrale hypoxie veroorzaken, wat de passagier hersendood maakt. Volgende inversies dienen tegen onbedoeld overleven van bijzonder sterke passagiers.

## Tentoonstelling
Urbonas' concept trok media-aandacht toen het getoond werd als onderdeel van de HUMAN+ tentoonstelling op de Science Gallery in Dublin van april tot en met juni 2011. De tentoonstelling wilde de toekomst laten zien van de mens en technologie. Binnen dit thema belicht de Euthanasia Coaster vraagstukken die horen bij levensverlenging.